# НФВ E.I
НФВ E.I је немачки ловачки авион. Авион је први пут полетео 1916. године. 

Највећа брзина авиона при хоризонталном лету је износила 156 km/h.
Распон крила авиона је био 10,00 метара, а дужина трупа 6,50 метара. Празан авион је имао масу од 428 kg. Нормална полетна маса износила је око 620 kg.

## Наоружање
| Наоружање авиона: Национал флугцојг верке |     |
| Ватрено (стрељачко) наоружање             |     |
| Топ                                       |     |
| Митраљез                                  |     |
| Број и ознака митраљеза                   | 1-2 |
| Бомбардерско наоружање (бомбе)            |     |
| Ракетно наоружање (ракете)                |     |